# Monreal del Llano
Monreal del Llano – gmina w Hiszpanii, w prowincji Cuenca, w Kastylii-La Mancha, o powierzchni 39,02 km². W 2011 roku gmina liczyła 79 mieszkańców.